# カタルーニャ・ナショナリズム

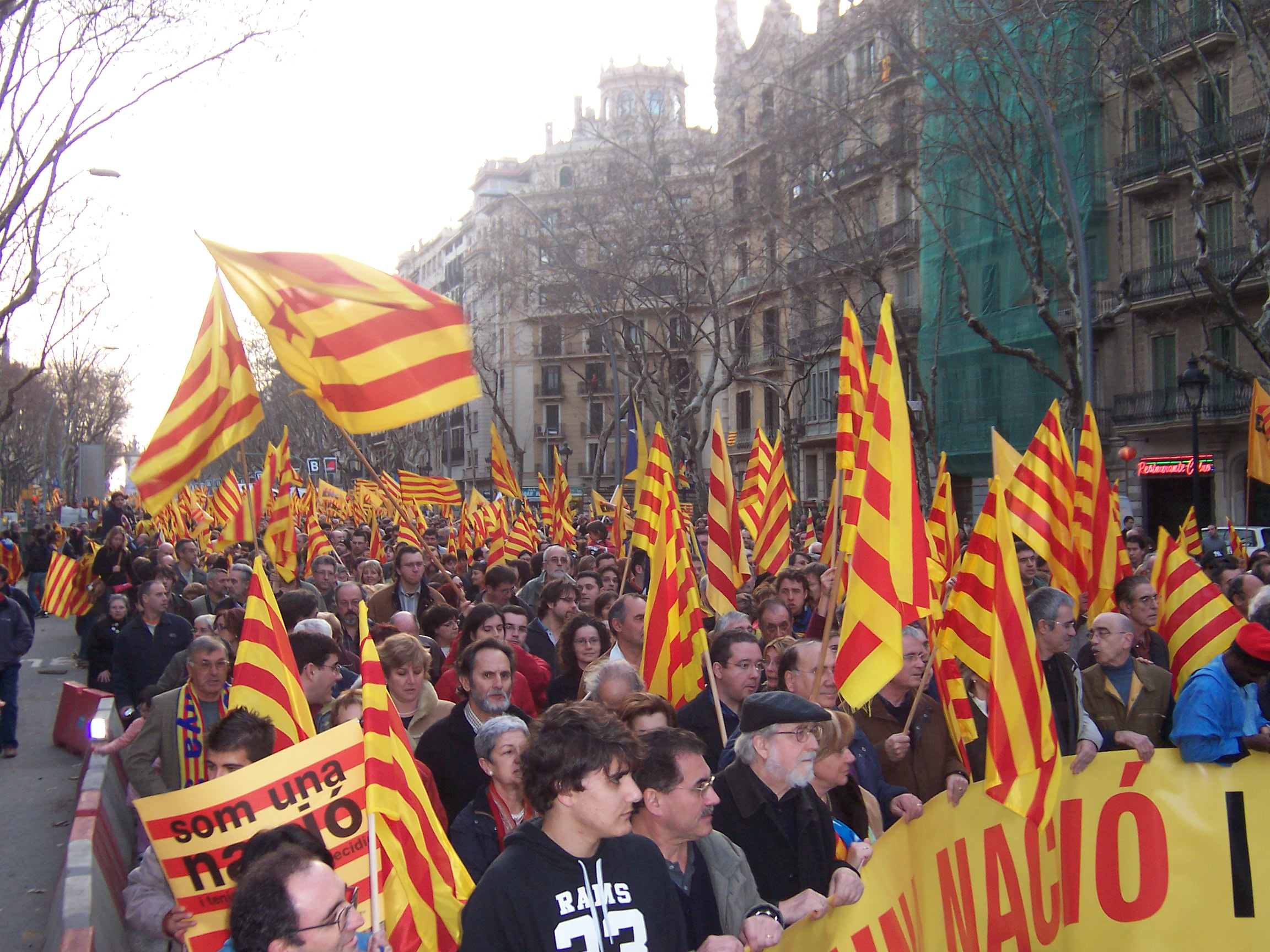
2006年2月のデモ行進

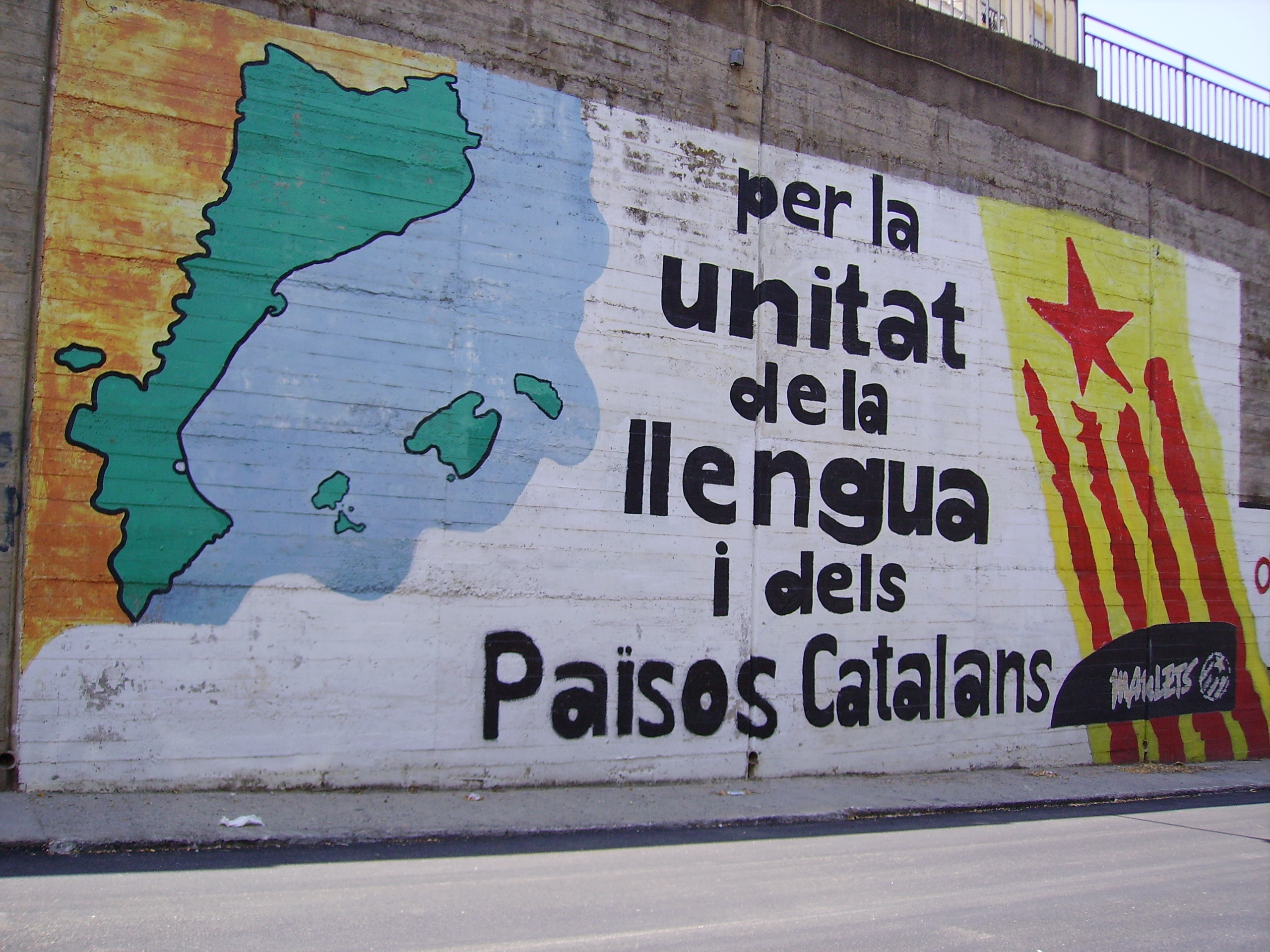
カタルーニャ語圏の統合を訴える落書き

カタルーニャ・ナショナリズムまたはナシオナリスマ・カタラー （カタルーニャ語:Nacionalisme català ）とは、カタルーニャにさらに高度な自治を求める、またはカタルーニャが完全に独立国家となることを目指す政治運動。地域ナショナリズムの名称。
カタルーニャの歴史、カタルーニャ語、カタルーニャ独自の民法といった歴史的権利に根ざしている。現在のポリシーは、1830年代にさかんとなった文化運動カタラニスモ（es、カタルーニャはスペインとは異なる歴史と文化を持った存在で、その独自性の価値を認め、保存していこうという政治的信条）として生まれたものが、1890年代に明確になったカタルーニャの政治運動と結びついて20世紀初頭に観念的に形作られた。政治家バレンティ・アルミライと知識階級たちはこの過程に参加し、カタルーニャ語の承認を得るのと同様に自治を復活させるという新たな政治イデオロギーを揃えた。これらの要求は、カタルーニャ憲法、最古のものは1283年のコルツで成立）の復活を説いた1892年のマンレザ草案に要約されている。
現在、左翼、中道、右翼の政党および市民を包括するものとなっている。

## ナショナリズムの潮流

### 民族自決権
主として現在カタルーニャ民主集中（CDC）が率いる。この政党は、カタルーニャは国（Nació）であり、さらなる自治の拡大を獲得すべきと論じる。そして、カタルーニャ人自身が、カタルーニャが諸民族が統合した単一国家、あるいは連邦制国家としてのスペインに残留すべきか、独立すべきかを決める民族自決権を有するということを認めるべきであるとする。

### 独立
カタルーニャ共和主義左翼（略称ERC）が掲げる。CDCの一部も支持しているが、カタルーニャ独立の構想を守り、独立に向けてのステップとしてカタルーニャの自己決定権を獲得しようとするこの動きは、さらに少数派となっている。
独立運動以上に、国としてのカタルーニャは自治州だけにとどまらず、カタルーニャ語やカタルーニャ文化を共有するバレンシア州、バレアレス諸島、アラゴン州の東部にあるフランハ地方、北カタルーニャとも呼ばれるフランスのルシヨン、サルデーニャ島のアルゲーロ、アンドラ公国からなるのがカタルーニャ国であるという思想が優勢である。これらの地域は一方でカタルーニャ語圏の名がつけられ、この流れの究極の狙いは国連合をつくることである。

## 理念
カタルーニャ・ナショナリズムと独立運動は、カタルーニャ文化はスペイン（すなわちカスティーリャ）の文化とは異なると主張する。1714年にスペイン・ブルボン家が武力でカタルーニャを占領してから、以後抑圧され続けてきた国であると主張する。フェリペ5世が布告した新国家基本法によって、スペイン継承戦争後ただちにカタルーニャの法制度は廃止され、公的な場所でのカタルーニャ語使用が禁止された。文化的立場から、カタルーニャのナショナリストは、カタルーニャにおいてあらゆる社会的な場面で、カタルーニャ人はカスティーリャ語よりも優先して民族独自の言葉・カタルーニャ語を使おうと奨励する。加えて、話者の多さや文化的・伝統的立場から、スペイン政府施設、またはヨーロッパ各国の施設でカタルーニャ語を話す権利を守ろうとする。
カタルーニャ・ナショナリストとカタルーニャ分離主義者は、カタルーニャは財政赤字を埋めようとするスペイン国家によって経済的損害をこうむっていると主張する。また納めた税金よりも、受けるべき恩恵が少ないとする。これらの理由から、伝統的にカタルーニャは司法、行政、立法、文化、経済の各立場から、現在よりもさらに高度な自治を要求している。
象徴的な立場からは、カタルーニャはスペイン選手団の構成に加わらず、カタルーニャ独自の選手団を持つべきと論ずる。スペイン選手団とは明らかに区別して、非国家であるスコットランド、ウェールズ、マカオのように、国際的なスポーツイベントに公式に参加すべきという。
カタルーニャ・ナショナリズムとカタラニスモを区別しなければならないのは、カタルーニャの象徴や伝統を賞賛しながらカタルーニャ語という文化を守ることと、さらに大きな自治の獲得を説くことは、ナショナリズムのパラメーターのもとではその政治的アプローチが明確でないところである。しかし多くの調査によれば、カタルーニャ人の大部分がカタルーニャが国であると信じており、政治行動を行う機関ではないとし、スペイン国内でのカタルーニャ国の完全統合を説く。カタルーニャ独立運動という選択を排除しているのである。カタルーニャ独立運動では、カタルーニャ社会主義者党（PSC）及びカタルーニャ緑のイニシアティブといった政党は『ナショナリスト』とみなされないが、カタルーニャ人として正式にカタルーニャは国であるという理念を守っており、現在の自治州の枠組みまたは連邦国家の定則においてスペインの一員であろうとする。

## カタルーニャ・ナショナリズムの歴史
カタルーニャ・ナショナリズムは、カタラニスモの変異として、20世紀初頭に政治運動として形成された。文化としてのナショナリズムの誕生は1830年代で、1890年代には政治的ナショナリズムと分離した。

### ラナシェンサ
1830年代、ロマン主義の高まりからラナシェンサ（Renaixença, カタルーニャ語でルネサンス）と呼ばれる運動が生まれた。ラナシェンサとは知識的そして文化的な盛り上がりであり、初期には政治的要求は求めず、カタルーニャ語の復活と認証を求めていた。ラナシェンサの源は、ひとつはバレンティン・アルミライが始めた連邦民主共和党、そしてもうひとつはジュゼップ・トーラスが率いたカルリスタ運動であった。彼らの要求は、1892年のマンレザ草案に盛り込まれた。

### 20世紀
カタルーニャ・ナショナリズムが政治的重要性を持って始まったのは、1901年の選挙で地方政党、民族主義政党、保守政党が勝利したときからである。1906年、軍はカタルーニャ語に共感する新聞の起草に言いがかりをつけ、ナショナリスト全員の怒りをかきたてた。それを政治的構造に盛り込んだのが、政党のソリダリター・カタルーニャ（カタルーニャ連帯）である。結果として、運動を構成する2要素、文化と政治が結びついた。1907年の選挙の結果、カタルーニャ議会44議席のうち41議席を獲得したのである。バルセロナの悲劇の一週間後、ソリダリターは解体された。
1913年、保守的なエドゥアルド・ダート政権は、カタルーニャ連邦制をつくり採択した。これは、地方政党が率いる4つの県議会を含んだ、自治政府の一種であった。1918年以降カタルーニャにおける第一党は、スペイン議会で多くの議席を獲得することはなかった。その保守的な姿勢は復古主義的な政権とつながりを持ち、1923年に成立したプリモ・デ・リベーラ政権に反対もしなかった。しかし、スペイン・ナショナリズムと相反する全てのナショナリズムにつながりかねない政策であった連邦制が、国会から取り下げられた。一方で、全国労働者連合（CNT）、第一インターナショナルにつながりのあったアナルコサンディカリスムの労働組合）に代表される、プロレタリアートの大多数はアナーキスムを支持していた。
プリモ・デ・リベーラ独裁政権の直前、フランセスク・マシアーの主導で初の親カタルーニャ独立政党、アスタ・カタラー（カタルーニャ国家）が誕生した。独裁政権後、アスタ・カタラーは左派政党に加わり、カタルーニャ共和主義左翼となった。この政党は、スペイン第二共和政期にカタルーニャの盟主的存在となった。この時代、そして一方的なカタルーニャ共和国の宣言後、カタルーニャのナショナリズムは1932年カタルーニャ自治憲章を勝ち取った（ジャナラリター・デ・カタルーニャも復活した）。スペイン内戦でフランコが勝利すると、地域ナショナリズムはスペイン国家への反逆であるとみなす、抑圧の時代が始まった。カタルーニャ・ナショナリストたちは地下へ潜伏するか、国外へ亡命した。1939年、フランスへ逃れた123代ジャナラリター首班リュイス・クンパニィスらによって、パリでカタルーニャ国民会議が組織された（ナチスのフランス侵攻後はロンドンへ逃れた）。クンパニィスの刑死後は、ジュゼップ・イルラがジャナラリターを率いた。
自由のない時代であったにもかかわらず、1951年、1956年、1971年、1974年と複数回の労働者デモが組織され、回を重ねるごとに規模が大きくなった。1958年に非合法に結成されたカトリック系労働組合カタルーニャ・キリスト教労働者連帯は、1961年にカタルーニャ・労働者連帯に名称を変え、急進派と中間派を抱えた。反フランコを唱える団体としては、アセンブレア・デ・カタルーニャがあった。彼らは自由、恩赦、1932年の自治法復活、民主勢力の統合を求め、左右両派から広く参加者があった。フランコが没した1975年以後、民政移管が進められた。
1977年、ジュゼップ・タラデーリャス率いるジャナラリターが、長い亡命期間を終えてカタルーニャへ戻った。1978年スペイン憲法では、スペインは多くの国と地域からなる国家であると認識された。1980年8月11日、カタルーニャは自治州となった。同年の自治州選挙で、ジョルディ・プジョル率いる保守・民族主義政党集中と統一（略称CiU）が第一党となり、この状態は2003年まで続いた。

### 21世紀

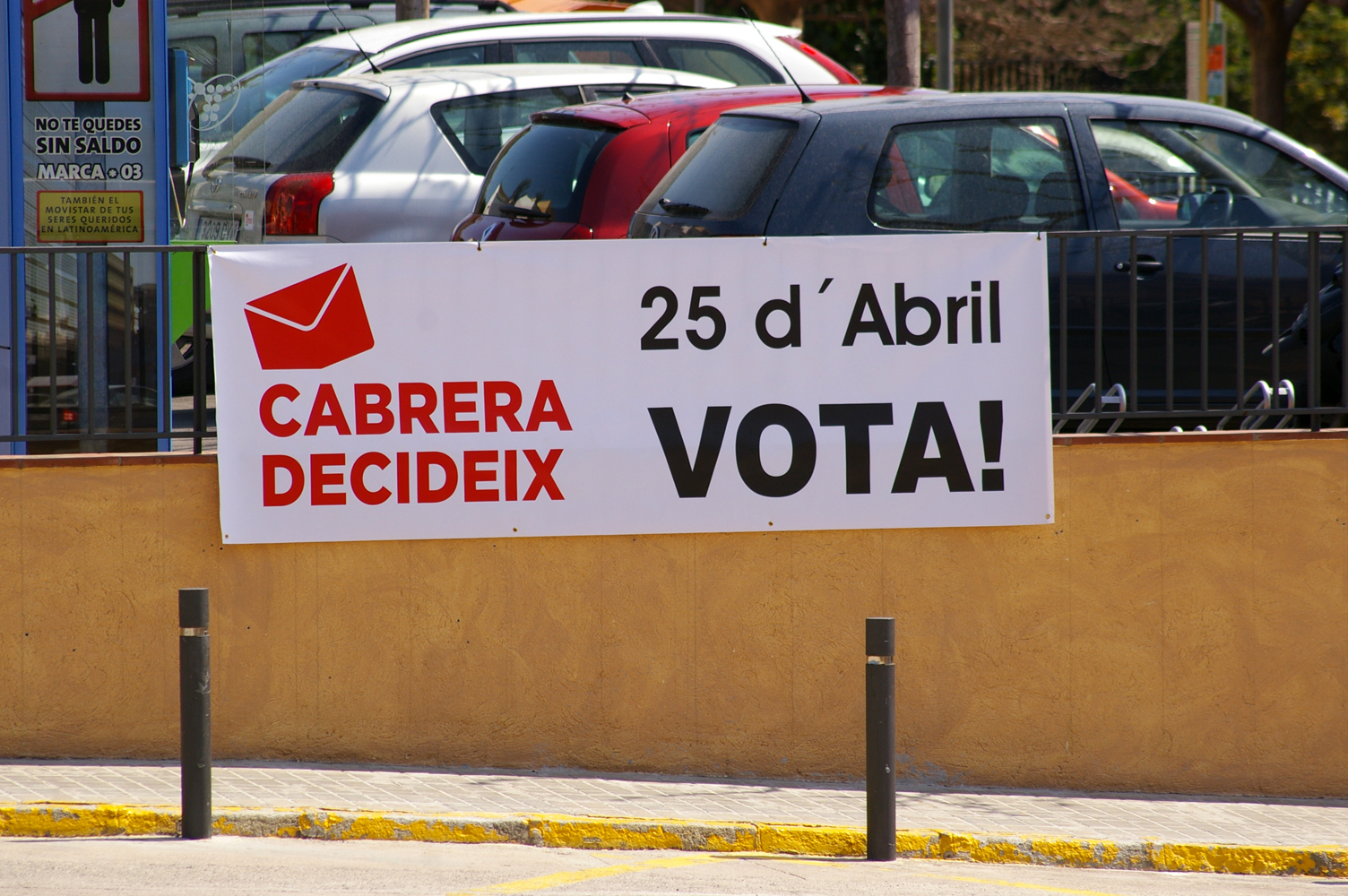
非公式に行われた、カタルーニャ独立の是非を問う住民投票を呼びかける看板。2010年3月

2003年11月、集中と統一は選挙で敗退した。自治州議会は三党連立となり、パスクアル・マラガイがジャナラリター首班となった。議員数ではCiUが最大であるが、カタルーニャ社会主義者党（略称PSC）、ERC、PP、ICVがこれに続いた。
2006年カタルーニャ自治州選挙では、主要政党がカタルーニャ・ナショナリズム政党で占められた。カタルーニャ民主集中、カタルーニャ民主連合（略称Unio）、カタルーニャ共和主義左翼の三党で、得票率は45.88％であった。これらの政党の中では意見が分散している。より急進的な人々は、分離したカタルーニャ国家樹立に満足しているだけである。対照的に、より穏健な人々は、カタルーニャのアイデンティティーの保護はスペイン国内で相容れられないと確信しており、必ずしも同じというわけではない。また他の人々は抗議の意味でこれらの政党に投票しており、全体的な政党綱領と必ずしも一体感は持っていない（たとえば、一部の人々は単にCiUに飽きているので、左翼系の共和国成立を望んでいなくても、ERCに投票したかもしれない）。
2006年、より自治州政府の権限が拡大された、カタルーニャ自治憲章改正の住民投票が行われた。約73.24％の賛成投票を受け、2006年8月に施行された。しかし、48.84％の投票率は、カタルーニャの民主主義政治の歴史の中で最も高い棄権が行われたことを意味した。これは、一般大衆が解き放たれている証し、またはカタルーニャのアイデンティティー政策との争いの両方が引き合いに出された。
しかし、自治では不十分であるとして、カタルーニャでは独立を求める声が一定数ある。特に、ソブリン危機に端を発する経済危機の状況下で、経済政策においてカタルーニャが他の自治州よりも不当に扱われているとの思いから、独立勢力は勢いを得つつある。2012年11月25日のカタルーニャ州議会選挙では、独立を主張する4つの政党が合計87議席と、全体の約3分の2を獲得している。9月11日は、スペイン継承戦争の最後の戦いであるバルセロナ包囲戦で、カタルーニャがスペイン・フランス連合軍に敗北した日であり、「カタルーニャの日」という記念日となっている。この日には独立を求めるカタルーニャ市民が100万人単位で集まり、人間の鎖を作って政府に独立を求めている。カタルーニャでは、2014年に独立に関する住民投票を予定している。しかし、中央政府のラホイ首相はこの住民投票を阻止する構えを崩していない。一方、独立反対を唱えるカタルーニャ住民も少なくなく、2013年10月12日には、独立反対を唱える数万人規模のデモが行われた。デモの参加者は、主催者発表16万人、バルセロナ当局は3万人としている。
2014年11月9日に実施されたカタルーニャ州独立を問う住民投票ではカタルーニャ州は国家であるべきであり、独立を望む声が80.76%に達した。2015年9月27日に投開票されたカタルーニャ自治州議会選挙ではカタルーニャ州独立賛成派が135議席中過半数の72議席を獲得し、2015年11月9日、カタルーニャ議会はカタルーニャ独立手続き開始宣言を採択した。2017年10月1日には中央政府による阻止を振り切って再び独立を問う住民投票を実施し、反対派が棄権したこともあって投票率は4割にとどまったが賛成は9割以上に達し、10月10日にはカルラス・プッチダモン州首相らが独立宣言に署名し直後に凍結。プッチダモンは独立宣言は行われていないと見解を示したが撤回しなかったため、中央政府は10月21日にカタルーニャ州自治政府の権限を一時停止することを決定した。その後も両者の溝は埋まらず、独立宣言は10月27日に州議会にて賛成多数で承認された。
2019年、カタルーニャ独立住民投票を強行したとしてウリオル・ジュンケラスら9人が反乱罪で有罪となり収監された。
2021年6月22日、スペイン政府はジュンケラスら9人に対する恩赦を決定した。